# Ilse Lehiste

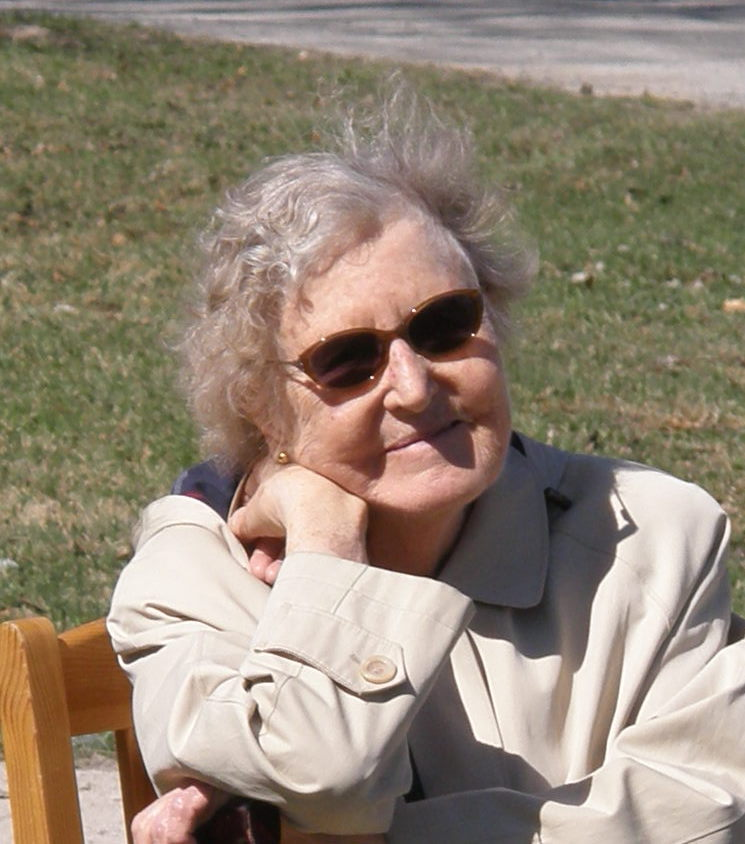
Ilse Lehiste, 2009

Ilse Lehiste (bis 8. März 1935 Lest, * 31. Januar 1922 in Tallinn; † 25. Dezember 2010 in Columbus (Ohio)) war eine US-amerikanische Linguistin estnischer Herkunft, deren Spezialgebiet Phonetik war.

## Leben
Lehiste machte 1941 in Tallinn Abitur und studierte ab 1942 an der Universität Tartu im damals von Deutschland besetzten Estland. 1944 übersiedelte sie nach Deutschland, wo sie in Leipzig und Hamburg Germanistik und Slawistik studierte. Nach ihrer Promotion zum englischen Dichter William Morris in Hamburg ging sie 1949 in die USA und war zunächst als Sprachlehrerin in Salina (Kansas) und Detroit tätig. Ab 1955 studierte sie wieder, diesmal an der University of Michigan, wo sie 1959 mit einer linguistischen Arbeit promoviert wurde.
Nach einigen weiteren Jahren an der Universität von Michigan wurde sie 1963 Dozentin an der Ohio State University in Columbus, wo sie zwei Jahre später eine Professur erhielt und bis zu ihrer Emeritierung verblieb. Neben zahlreichen internationalen Ehrungen war sie 1980 Präsidentin der Linguistic Society of America.

## Werk
Lehistes Forschungsschwerpunkt war die akustische Phonetik, aus deren Bereich sie Untersuchungen zu vielen Sprachen vorlegte. Außerdem befasste sie sich mit Sprachkontakt, Metrik und Prosodie insbesondere in der estnischen und finnougrischen Volksdichtung sowie sprachlicher Veränderung. Nach ihrer Emeritierung und den politischen Veränderungen Ende der 1980er-Jahre hat sie verstärkt mit estnischen Linguistinnen und Linguisten zusammengearbeitet und zahlreiche Studien zu finnougrischen Sprachen vorgelegt.
Ilse Lehiste hat sich auch für Literatur interessiert und sich in diversen Essays mit der estnischen Literatur beschäftigt. Außerdem hat sie in jungen Jahren Gedichte geschrieben, die sie 1989 publizierte.

## Auszeichnungen
- 1977 Ehrendoktor der University of Essex
- 1982 Ehrendoktor der Universität Lund
- 1989 Ehrendoktor der Universität Tartu
- 1990 Mitglied der American Academy of Arts and Sciences[3]
- 2001 Orden des weißen Sterns, III. Klasse
- 2008 Korrespondierendes Mitglied der Estnischen Akademie der Wissenschaften
- 2009 Ferdinand-Johann-Wiedemann-Preis

## Schriften (Auswahl)

### Monografien
- Über die Ethik der nach altnordischen Quellen geschaffenen Werke von William Morris. Hamburg: Phil. F., Diss. v. 12. Juli 1948. 115 Bl. (maschinenschriftlich)
- An acoustic-phonetic study of internal open juncture. Basel, New York: Karger 1960. 54 S.
- Accent in Serbocroation. An experimental study. Ann Arbor: Dep. of Slavic Languages and Literatures 1963. 142 S.
- Some Acoustic Characteristics of Dysarthric Speech. (Bibliotheca Phonetica) Basel, New York: Karger 1965. 124 S.
- Consonant Quantity and Phonological Units in Estonian. Bloomington: Indiana University Publications (Uralic and Altaic Series, vol. 65) 1966. 73 S.
- Suprasegmentals. Cambridge/Mass.: MIT Press 1970. 194 S.
- Word and Sentence Prosody in Serbo-Croatian. Cambridge/Mass.: MIT Press 1986. 352 S.
- Lectures on Language Contact. Cambridge, MA; London, England: MIT Press 1988. 119 S.
- Språkkontakt. Översättning från engelskan av Ulla Ericson. Furulund: Alhambra 2000. 125 S.
- Keel kirjanduses. Koostaja Jaan Ross. Tartu: Ilmamaa 2000. 303 S.
- (with Jaan Ross) The temporal structure of Estonian runic songs. Berlin; New York: Mouton de Gruyter 2001. 205 S.
- (with Niina Aasmäe, Einar Meister, Karl Pajusalu, Pire Teras, Tiit-Rein Viitso:) Erzya prosody. Helsinki: Suomalais-ugrilainen seura 2003. 137 S.
- (with Pire Teras, Toomas Help, Pärtel Lippus, Einar Meister, Karl Pajusalu, Tiit-Rein Viitso:) Meadow Mari prosody. Tallinn: Teaduste Akadeemia Kirjastus 2005. 142 S.
- (with Pire Teras, Valts Ernštreits, Pärtel Lippus, Karl Pajusalu, Tuuli Tuisk, Tiit-Rein Viitso:) Livonian prosody. Helsinki: Suomalais-Ugrilainen Seura 2008. 165 S.

### Artikel
- A Poem in Halbdeutsch and Some Questions Concerning Substratum, in: Word 21, 1965 S. 55–69.
- 'Being' and 'Having' in Estonian, in: Foundations of Language 5, 1969, S. 324–341.
- Keelekontakt – keelekonflikt, in: Mana 42, 1976, S. 5–14.
- (with Dzintra Bond:) The Phonetic Realization of Trochaic Meter in Latvian and Estonian, in: Journal of Baltic Studies 1984, nr. 4, S. 293–302.
- Successive translations as source of evidence for linguistic change, in: International Journal of the Sociology of Language 139, 1999, S. 39–48.
- (with Pire Teras, Karl Pajusalu, Tuuli Tuisk:) Quantity in Livonian: Preliminary results, in: Linguistica Uralica 43, 2007, S. 29–44.

### Gedichte
- Noorest peast kirjutatud laulud. Luuletusi aastaist 1938–48 ('Lieder aus jungen Jahren. Gedichte aus den Jahren 1938–1944'). Scarborough (Ontario): Maarjamaa 1989. 79 S.

## Sekundärliteratur
- Robert Channon and Linda Shockey (eds.): In honor of Ilse Lehiste. Dordrecht, Providence, RI: Foris Publications 1987. 542 S.
- Paul Ariste: Ilse Lehiste keelesuhetest, in: Keel ja Kirjandus 4/1989, S. 252–253.